# ضع روحك في يديك
ضع روحك على يدك وامشِ هو فيلم وثائقي من إنتاج عام 2025، من إخراج سبيده فارسي، يصور الحياة اليومية في غزة أثناء الحملة العسكرية الإسرائيلية المستمرة، من خلال سلسلة مكالمات الفيديو التي أجرتها فارسي مع الشابة الفلسطينية فاطمة حسونة، المصورة الصحفية التي كانت مقيمة في شمال قطاع غزة.
الفيلم هو إنتاج مشترك بين فرنسا وفلسطين وإيران، وتم عرضه لأول مرة عالميًا في 15 مايو 2025 ضمن قسم ACID الموازي لمهرجان كان السينمائي الثامن والسبعين.

## الإنتاج
أُنتج الفيلم بواسطة جواد جافايري من شركة Rêves d'Eau Productions، وشاركت في إنتاجه آني أوهايون ديكل من شركة 24images Production.
نظراً لصعوبة دخول غزة، استعانت المخرجة بالمصورة الصحفية فاطمة حسونة، لتوثيق الحياة تحت الحصار الإسرائيلي من الداخل. في أبريل 2024، سافرت المخرجة سبيده فارسي إلى القاهرة،لتصوير اللاجئين الفلسطينيين في العاصمة المصرية، حيث التقت رجلاً أخبرها عن فاطمة حسونة، اتصلت فارسي بحسونة، وبعد مكالمتين فقط معها، ظهرت فكرة صنع فيلم من وجهة نظرها، عن حياتها وحياة الأشخاص المحاصرين في قطاع غزة الذي يتعرض للقصف المستمر. يعتمد الفيلم على مكالمات الفيديو الذي استمر لمدة عام تقريبًا بين المرأتين.  يتم أحيانًا استكمال محادثات الفيديو المسجلة بتقارير إخبارية قصيرة توفر السياق.
في 16 نيسان 2025، قتلت فاطمة حسونة في غارة جوية إسرائيلية استهدفت منزل عائلتها.

## العرض الأول
عُرض الفيلم لأول مرة عالمياً في 15 مايو 2025 ضمن فعاليات قسم ACID في مهرجان كان السينمائي الثامن والسبعين، ومن المقرر أن يتم إطلاقه في دور العرض الفرنسية في 24 سبتمبر 2025، من توزيع شركة نيو ستوري.

## الإستقبال
لاقى الفيلم إشادة نقدية واسعة، ووصفه النقاد بأنه عمل إنساني عميق وصادق يوثق الحياة الواقعية تحت القصف.
نشرت مجموعة من 350 فناناً عالمياً، من بينهم ريتشارد جير ، وسوزان ساراندون ، وخواكين فينيكس ، وجييرمو ديل تورو ، وجاي بيرس ، ورالف فاينز ، وديفيد كروننبرغ ، وفيجو مورتنسن ، وخافيير بارديم .  قبل افتتاح المهرجان، أدانوا مقتل حسونة وصمت الصناعة السينمائية العالمي اتجاه ما يحدث في غزة. 
وصف جوردان مينتزر، في مراجعة لهوليوود ريبورتر، الفيلم بأنه "صورة حميمة لشابة موهوبة تعيش في جحيم... فيلم "ضع روحك على يدك وامشِ" في نهاية المطاف ليس فيلمًا وثائقيًا كاشفًا، بل هو دليلٌ خامٌ غير مُصفّى، يشهد على مأساةٍ لا تزال تتكشف مع كتابة هذه المراجعة. سيُضاف الفيلم، وصور حسونة المُنيرة، يومًا ما إلى السجل التاريخي الذي يُفصّل ما حدث في غزة والذي، بمعنى أوسع، يُوثّق أيضًا ما حدث لحضارتنا."